# Карен Веттерган
Карен Елізабет Веттерхан (16 жовтня 1948 — 8 червня 1997) — американська вчена, професорка хімії в Дартмутському коледжі, штат Нью-Гемпшир, яка спеціалізувалася на впливі токсичних металів на живі організми. Вона померла від отруєння ртуттю у віці 48 років через випадковий вплив органічної сполуки ртуті — диметилртуті (Hg(CH3)2). Захисні рукавички, що використовувалися під час інциденту, забезпечували недостатній захист, і вплив всього лише кількох крапель хімічної речовини, поглиненої через рукавички, призвів до того, що вона майже через пів року впала в кому.

## Діяльність
Народилася в Платтсбурзі, Нью-Йорк, і здобула ступінь в Університеті Св. Лаврентія і Колумбійському університеті. Поступила на факультет Дартмута в 1976 році та опублікувала понад 85 наукових робіт. У 1990 році Веттерхан брала участь у створенні проєкту «Жінки в науці» Дартмутського коледжу (WISP), який допоміг підняти в Дартмутському коледжі частку жінок, які вивчають природничі науки, з 13 до 25 відсотків, і став зразком для інших аналогічних проєктів в США .

## Подія і смерть
14 серпня 1996 року Веттерхан, фахівець із впливу токсичних металів, вивчала взаємодію іонів ртуті з білками репарації ДНК, а також досліджувала токсичні властивості іншого високотоксичного важкого металу, кадмію.
Диметилмеркурій використовувалася як еталон в вимірах ядерного магнітного резонансу (ЯМР) 199Hg .
Як потім насилу пригадала Веттерхан, вона пролила одну або дві краплі диметилртуті з кінчика піпетки на тильну сторону руки в латексній рукавичці. Попри те, що вона не вважала за це небезпечним, оскільки вона використовувала всі рекомендовані запобіжні заходи, вона зробила прибирання робочого місця, перш ніж зняти захисний одяг. Однак пізніше досліди показали, що диметилртуть може швидко проникати через різні види латексних рукавичок і проникати в шкіру протягом приблизно 15 секунд. Момент попадання ртуті в її організм був підтверджений аналізом волосся, який показав різкий стрибок рівня ртуті через 17 днів після інциденту, з досягненням максимуму через 39 днів, і подальшими поступовим зниженням.
Приблизно через три місяці після події Веттерхан почала відчувати короткі епізоди дискомфорту в животі і помітила значну втрату ваги. Найхарактерніші неврологічні симптоми отруєння ртуттю, включаючи втрату рівноваги і невиразну мову, з'явилися через п'ять місяців — в січні 1997 року. Проведений в цей момент лабораторний тест показав, що у неї було важке отруєння ртуттю. Вміст ртуті в сечі становила 234 мкг на літр, при нормальному показнику від 1 до 5 мкг / л, і токсичної концентрації починаючи з 50 мкг /=л.
Попри активну хелатировану терапію, її стан швидко погіршився. Через три тижні після появи перших неврологічних симптомів Веттерхан впала в вегетативний стан з короткими періодами сильного збудження. Через три місяці після цього її відключили від системи життєзабезпечення і вона померла 8 червня 1997 року. Це було зроблено відповідно до вказівок, які Веттерхан дала до впадання в кому.

## Спадщина
Смерть Веттерхан потрясла не тільки весь хімічний відділ в Дартмуті, але і регулятивні органи, оскільки отруєння сталося, попри те, що вона прийняла всі визначені заходи безпеки. Вони охоплювали використання латексних рукавичок і витяжної шафи. В результаті проведених після отруєння Веттерхан експериментів було встановлено, що невелика неполярна молекула діметилртуті проникає крізь більшість використовуваних хіміками рукавичок набагато швидше, ніж очікувалося. Тому при роботі з діметилртуттю і іншими аналогічними небезпечними речовинами нині рекомендується носити особливо міцні еластичні ламіновані пластиком рукавички. Для підвищеного захисту поверх цих відносно тонких рукавичок одягаються особливо міцні зовнішні рукавички з довгими манжетами, наприклад, з неопрену.
У той час диметилртуть була звичайним калібрувальним еталоном для спектроскопії ЯМР 199Hg, тому що вона має ряд переваг перед альтернативами. В результаті випадку Веттерхан рекомендації з безпеки були переглянуті, і використання діметилртуті вкрай не рекомендується для будь-яких цілей.
Дартмутський коледж заснував нагороду імені Веттерхан, щоб заохотити інших жінок до наукової кар'єри. Коли це можливо, перевага в наданні нагороди віддається жінці. Національний інститут наук про здоров'я навколишнього середовища також присуджує щорічну нагороду для аспірантів або наукових співробітників в честь Карен Веттерхан.